# Willi Betz
Internationale Spedition Willi Betz GmbH & Co. KG je německá spediční firma zabývající se vnitrostátní i mezinárodní dopravou se sídlem ve švábském Reutlingenu.
V Evropě a Asii má více než 50 poboček, kde zaměstnává kolem 3000 lidí S přibližně 2000 tahači a 3000 přípojnými vozidly je jedním z největších dopravců s vlastní flotilou na světě.
Obchodní značkou firmy je stylizovaný nápis Willi Betz. Firma má od roku 1996 pobočky i v České republice.

## Vznik společnosti
Firma vznikla roku 1945 v Reutlingenu ve spolkové zemi Bádensko-Württembersko. Po roce 1960 pronikla na trhy v Asii, Arábii, po roce 1990 do východní Evropy.

## Historie působení v Česku
V roce 1996 v okrese Tachov, v průmyslovém areálu Vysočany (34802 Bor) byla zaregistrována firma W.Betz Spedition s.r.o, která se roku 1999 přejmenovala na Willi Betz Bohemia s.r.o
V letech 1998 až 2006 na stejné adrese působila firma Willi Betz Logistic s.r.o. Byla zaregistrována v České republice 16. září 1998 u rejstříkového soudu v Plzni pod IČ 25225031.
Postupně firemní majetek navýšila částkou 325 000 000 Kč mateřská společnost Willi Betz Güterfernverkehr Gessellschaft m.b.H z Rakouska a také její pobočka v Německu. Společnost pak na území České republiky vytvářela další pobočky (Zákupy, České Budějovice).

### Pobočka v Zákupech

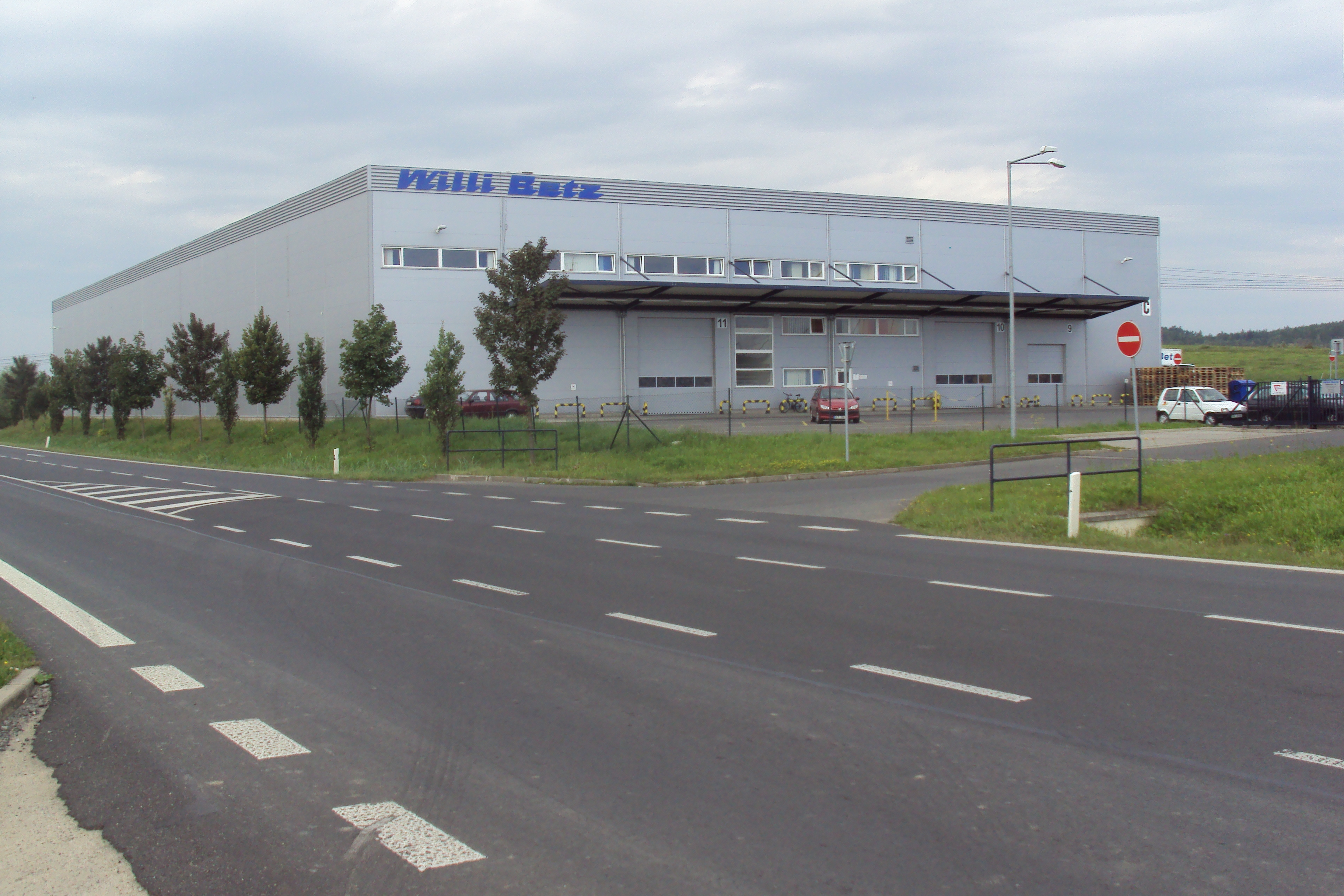
Areál firmy v Zákupech, jedna z hal

Při západním okraji města, v Nádražní ulici 295 si firma otevřela svoji pobočku 13. listopadu 1998. Do skladovacích hal (byly postupně dostavovány další) dovážela akumulátorové baterie z produkce českolipského závodu Autobaterie s.r.o z nedaleké České Lípy. Odtud je vyvážela svými kamiony po mnoha zemí světa. V roce 2002 zdejšími sklady prošlo 3 500 000 baterií a v témže roce zde bylo zaměstnáno 33 zaměstnanců. V dubnu 2011 stavební úřad v Zákupech vydal firmě povolení k dalšímu rozšíření areálu na okraji Zákup. Žadatelem byl: Willi Betz Bohemia s.r.o., Průmyslový areál Vysočany, 34802 Bor u Tachova, IČ 25204581. Počátkem roku 2012 zákupský areál převzala firma LGI Czechia s.r.o., která je registrována na stejné adrese, jako česká pobočka Willi Betz, tedy Vysočany 65, 348 02 Bor.

## Zaměření
Jedná se o společnost provozující zejména nákladní vnitrostátní a mezinárodní přepravu, i navazující logistické služby – skladování, distribuce. Je držitelem certifikátu DIN EN ISO 9001:2000.

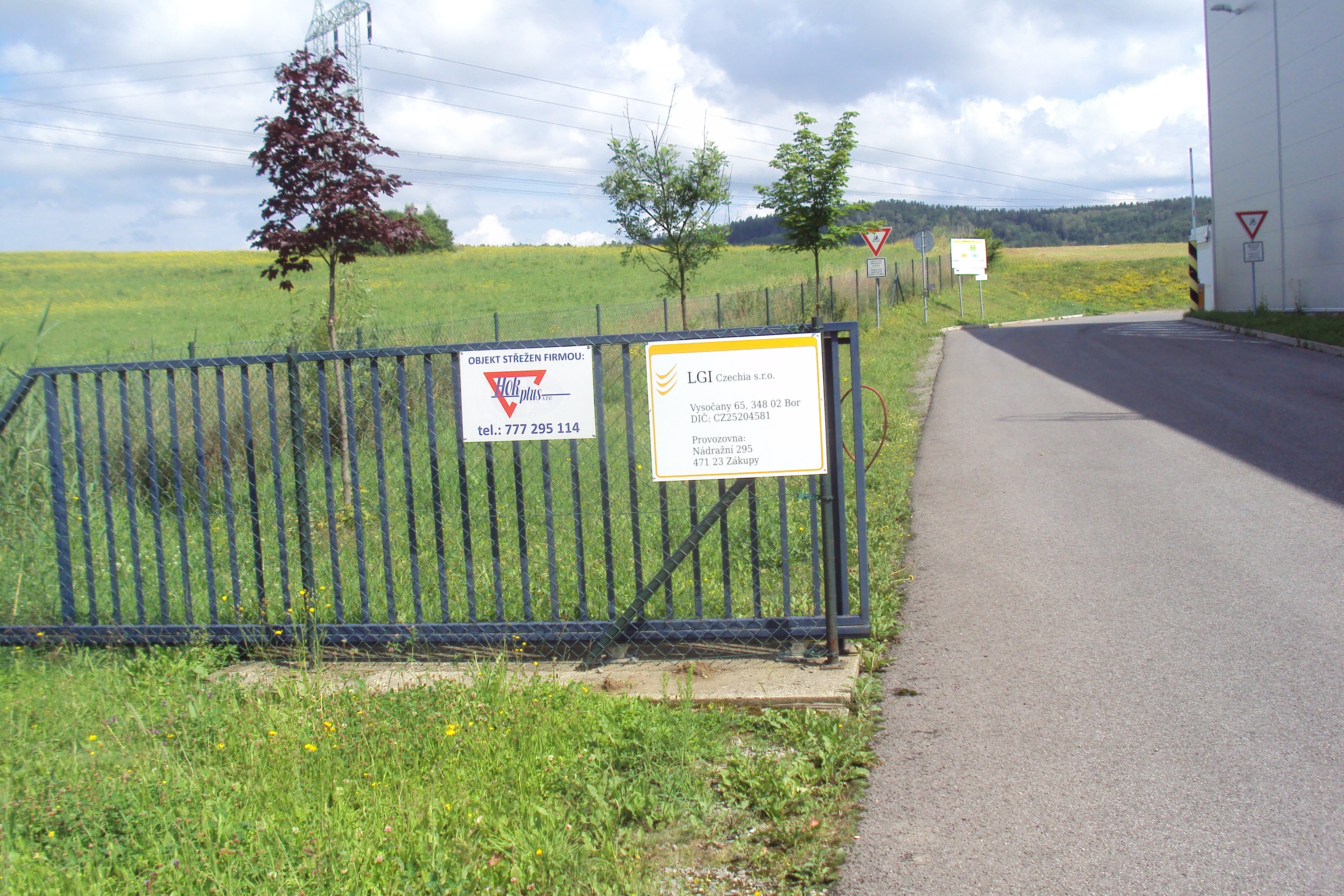
Areál v Zákupech převzala LGI Czechia